# Corale Bilacus
La Corale Bilacus è un coro maschile italiano di Bellagio, fondato nell'inverno tra il 1963 e il 1964, con un repertorio di canti popolari, religiosi e alpini in differenti lingue e dialetti (principalmente, italiano e dialetto comasco). Al giorno d'oggi, la corale è diretta dal maestro Isidoro Taccagni.

## La storia

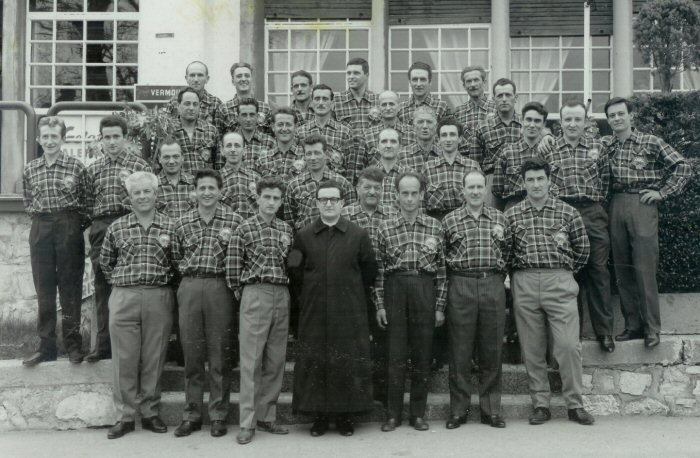
La Corale Bilacus con il fondatore, don Aldo Pini.

La Corale Bilacus — il cui nome deriva dal latino per "due laghi", antica denominazione di Bellagio, al centro del Lago di Como — venne fondata nell'inverno tra il 1963 e il 1964 per merito di don Aldo Pini, appassionato musicista e coadiutore nella Parrocchia di San Giacomo.
Il numero dei coristi crebbe, così come il numero degli impegni fino all'allontanamento del fondatore da Bellagio per ragioni di ministero. Si aprì così un lungo periodo di difficoltà, durante il quale la Corale non smise mai, sotto la guida di numerosi direttori, una seppur ridotta attività. Quando, però, nel 1983, don Aldo ritornò a Bellagio, la corale riacquistò vitalità.
Nel 1987, con la morte improvvisa e prematura del fondatore, la direzione passò al giovane Isidoro Taccagni, già corista, e studente di musica. Egli, con la sua precedente esperienza al fianco di Flaminio Gervasi, direttore del Coro Voci Dal Mondo di Milano, compositore e arrangiatore di musiche corali, ha saputo da allora portare la corale anche oltre i confini della regione e dell'Italia — giungendo a partecipare a manifestazioni in Polonia, Svizzera, Francia, Austria, e, nel 2007, a Chicago, negli Stati Uniti.
Durante un viaggio a Roma, svoltosi nel 1995, la corale ha avuto l'onore di cantare, nell'Aula Nervi del Vaticano, di fronte a Papa Giovanni Paolo II, e di essere ricevuta dal Presidente della Repubblica Oscar Luigi Scalfaro. 
(Il Giorno, 31 agosto 2003)
Nella Corale, attualmente, cantano circa 30 coristi, molti dei quali intorno ai vent'anni. Ha un repertorio che spazia dalla ricerca del canto spontaneo del Lago, di cui esegue numerose pagine, a brani della tradizione corale alpina e di montagna. Esegue numerose elaborazioni per coro a voci pari di Flaminio Gervasi. 

Nel corso degli anni ha presentato due spettacoli di teatro-canzone intitolati "Noi altri Alpini", ispirato alla storia del corpo degli Alpini e "Ci chiamano ribelli", presentato per la prima volta il 25 aprile del 2015 in occasione del settantesimo anniversario della Liberazione, una sorta di riflessione corale sulla Resistenza. 

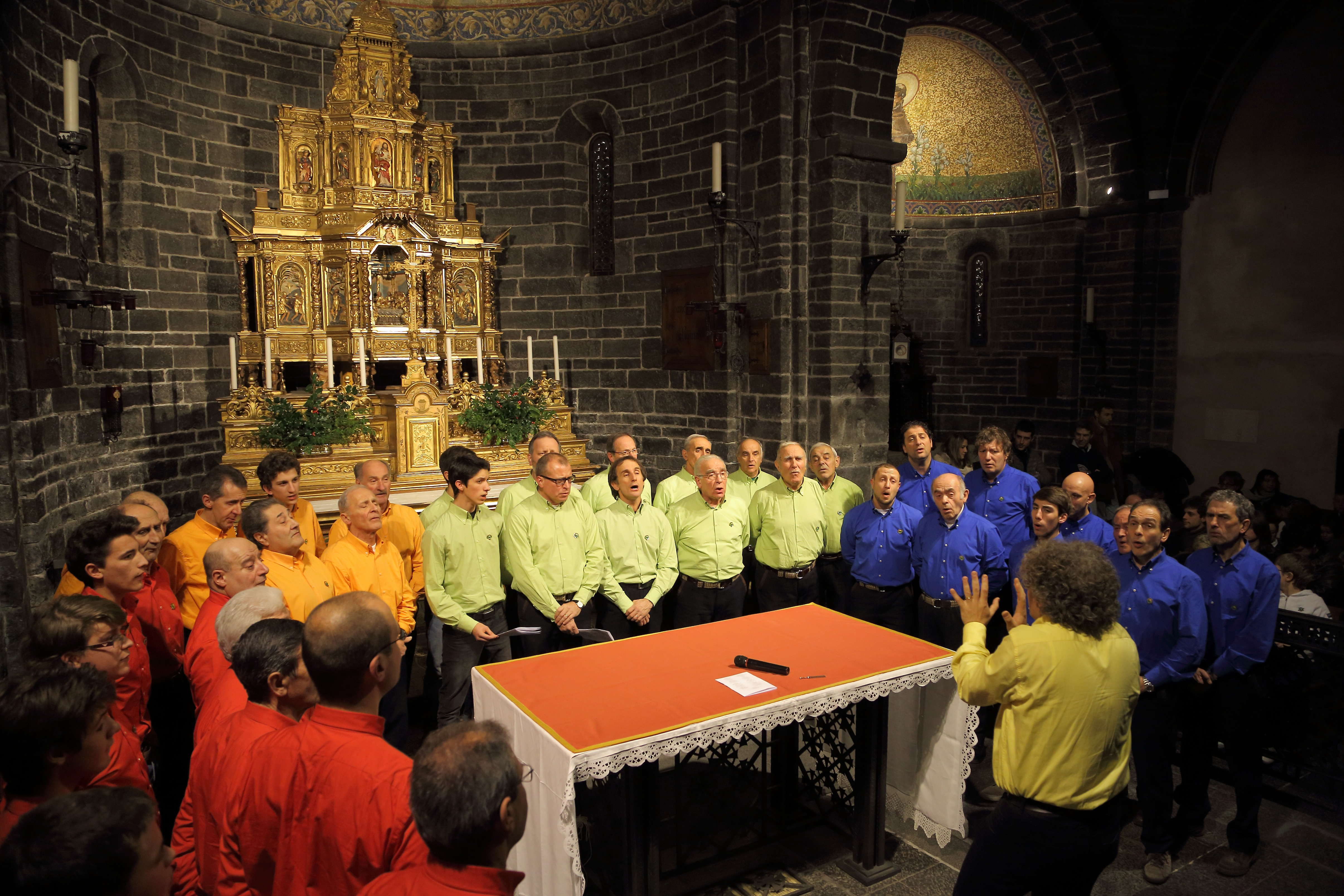
La Corale Bilacus, in San Giacomo - Concerto di Natale 2013

Ogni anno, da trent'anni, tiene un concerto di Natale il 23 di Dicembre, che si è trasformato nel tempo in una sorta di festa di tutta la popolazione di Bellagio. Alla serata, che si tiene nella Basilica di San Giacomo, partecipano tradizionalmente con due brani un folto gruppo di bambini e bambine, che preparano l'esecuzione nei mesi di novembre e dicembre. La Corale si è impegnata ad imparare un brano natalizio all'anno: in questo modo dispone ora di un vasto repertorio, in buona parte inedito ed originale, che proviene da quasi tutte le Regioni Italiane e da altre parti del mondo. Da qualche anno la Bilacus si è impegnata ad eseguire questo particolare repertorio, oltre che a Bellagio e ovunque venga chiamata, anche in altre chiese che sceglie per loro bellezza: è nata così la "Notte di Cielo - Meditazione popolare sul Mistero", un concerto che vuole portare la tradizione del canto devozionale natalizio in luoghi di particolare interesse artistico. 

## Discografia (parziale)
- Quei bei momenti... (2006)
- Notte di cielo (2013)